# 카스닥
카스닥(CARSDAQ)은 (주)카스닥이 운영하는 대한민국의 중고차 중개사이트이다. 2012년 4월 7일 정식오픈하여 중고차 서비스를 제공하고 있다. 카스닥은 제시·매도 등 조합시스템을 운영하는 회사와 손잡고 믿고 거래할 수 있는 중고차 온·오프라인 결합 시장을 조성해 나갈 계획이다.

## 기본 정책
기본 정책은 다음과 같다.
1. 딜러 실명회원 판매 및 중고차 번호 1개 당 1대만 등록하여 허위 및 미끼매물 규제.
2. 3단계 Clean Car System을 통해 매물에 대한 모니터링으로 허위매물 차단.
3. 매장 방문하여 허위 및 미끼매물 등으로 소비자 피해발생 시 예약금 200% 보상제.
4. 종사원증을 발급받은 자격딜러의 소속 상사차 중 성능점검을 받은 차에 한해 매물등록 가능.
5. 매물 등록 시, 제조사,모델명, 연식, 연료, 배기량 등 기본 내용이 자동으로 기재되어 판매자 임의로 항목 변경 불가.

## 참조
1. ↑  권지수 (2012년 4월 18일). “"중고차 팔고 사고, 서비스 방법도 가지가지"”. 오토타임즈. 2014년 1월 6일에 원본 문서에서 보존된 문서. 2012년 7월 8일에 확인함.